# سید ضیاء هاشمی (جامعه‌شناس)
سید ضیاء هاشمی (زاده ۱۳۴۶) پژوهشگر، استاد دانشگاه، دانشیار دانشکده علوم اجتماعی دانشگاه تهران و سیاستمدار ایرانی است که معاون فرهنگی و اجتماعی معاون اول رئیس‌جمهور از شهریور ۱۴۰۳ است. وی پیش‌تر سرپرست وزارت علوم، تحقیقات و فناوری و مدیرعامل خبرگزاری جمهوری اسلامی بوده‌است. هاشمی برادر سید ستار هاشمی وزیر ارتباطات و فناوری اطلاعات دولت چهاردهم است.

## زندگی‌نامه
سید ضیاء هاشمی اصالتاً بویراحمدی و در سال ۱۳۴۶ در شیراز به دنیا آمد و سال‌های کودکی را در یاسوج گذراند. او در سال ۱۳۶۷ دیپلم ریاضی فیزیک گرفت، در سال ۱۳۶۹ با کسب رتبه اول در رشته علوم اجتماعی کنکور سراسری وارد دانشگاه تهران شد و در سال ۱۳۷۲ موفق به کسب دانشنامه کارشناسی علوم اجتماعی شد. سید ضیاء هاشمی در سال ۱۳۷۳ با کسب رتبه اول کنکور کارشناسی ارشد در رشته علوم اجتماعی وارد دوره کارشناسی ارشد شد و در سال ۱۳۷۵ از رساله کارشناسی ارشد خود با نام «تغییرات اجتماعی درنهج البلاغه» دفاع کرد. او مدتی بعد وارد دوره دکتری علوم اجتماعی در دانشگاه تهران شد و در سال ۱۳۸۳ از رساله دکتری خود به نام «گروه‌های مرجع جوانان در تهران» دفاع کرد.
هاشمی دارای مدرک دکترای جامعه‌شناسی از دانشگاه تهران است. وی همچنین دارای تحصیلات حوزوی است.

## مسئولیت‌ها
سید ضیاء هاشمی دانشیارگروه جامعه‌شناسی دانشگاه تهران و رایزن فرهنگی ایران در سوئد است و پیش از این ریاست مؤسسه مطالعات و تحقیقات اجتماعی دانشگاه تهران را برعهده داشته است. عضویت در شورای پژوهشی دانشگاه تهران، ریاست گروه علوم اجتماعی شورای بررسی متون و کتب علوم انسانی، عضویت در کمیسیون تخصصی شورای عتف و عضویت در کمیسیون اجتماعی دبیرخانه شورای عالی انقلاب فرهنگی از دیگر سوابق وی به‌شمار می‌رود. وی پیش از سرپرستی وزارتخانه از ۴ آذر ۱۳۹۲ تا ۲۹ مرداد ۱۳۹۶ معاون فرهنگی و اجتماعی وزیر علوم، تحقیقات و فناوری بود. هاشمی از ۲۹ مرداد سال ۱۳۹۶ نيز سرپرست وزارت علوم، تحقیقات و فناوری شد که بعد از قریب به ۳۹ سال از تاریخ شکل‌گیری جمهوری اسلامی ایران توانست از رشته‌های حوزه علوم انسانی به این منصب دست یابد، البته در اوایل انقلاب علی شریعتمداری و حسن حبیبی به مدت کوتاهی مدیریت این وزارت را بر عهده داشته‌اند. سید ضیاء هاشمی در ۱۰ دی ماه ۱۳۹۶ به عنوان مديرعامل خبرگزاری ایرنا منصوب شد و تا خرداد ۱۳۹۹ در این سمت بود. در آبان سال ۱۳۹۹ به سمت رایزن فرهنگی ایران در سوئد (حوزه اسکاندیناوی) منصوب گردید. 
کتاب‌های تألیفی
- تغییرات اجتماعی در نهج البلاغه

## مواضع سیاسی
هاشمی پس از انتصاب در معاونت فرهنگی وزارت علوم تلاش کرد فعالیت‌های فرهنگی و اجتماعی در دانشگاه‌ها را بر مبنای قانون تنظیم کند و معتقد است عمل به قانون کمک می‌کند تا بهتر بتوان از آزادی بیان در دانشگاه‌ها پاسداری کرد.